# Globo d'oro
El Globo d'oro (internacionalment conegut com a Globo d'Oro italiano) és un premi cinematogràfic de la premsa estrangera acreditada a Itàlia que es lliura de manera anual. Es va crear en 1960 i el seu jurat és responsabilitat de l'Associació de Premsa Estrangera de Roma.
La primera cerimònia de premis va tenir lloc el 1960 i la pel·lícula guanyadora va ser Un maledetto imbroglio dirigida per Pietro Germi.
L'edició de 1981-1982 va comptar amb la participació del President de la República Italiana Sandro Pertini. El Premio alla carrera (Premi a l'èxit de tota la vida) es va crear l'any 1995.
El Globo d'Oro europeu es va crear l'any 2005.

## Categories
- Globo d'oro a la millor pel·lícula
- Globo d'oro al millor llargmetratge
- Globo d'oro al millor director
- Globo d'oro al millor actor
- Globo d'oro a la millor actriu
- Globo d'oro al millor actor revelació
- Globo d'oro a la major actriu relevalación
- Globo d'oro al millor guió
- Globo d'oro a la millor fotografia
- Globo d'oro al millor curtmetratge
- Globo d'oro a la millor banda sonora
- Globo d'oro a la millor comèdia
- Globo d'oro a la carrera destacada
- Gran Premi de la premsa estrangera